# Lantian
Lantian léase Lan-Tián (en chino:蓝田县, pinyin: Lántián xiàn) es un condado bajo la administración directa de la subprovincia de Xi'an. Se ubica al sureste de la provincia de Shaanxi, este de la República Popular China. Su área es de 1977 km² y su población total para 2015 fue +500 mil habitantes. Fue fundada por el rey An en el 379 a. C.
Esta región es famosa por el hombre lantianensis, un fósil descubierto en 1963 de hace 1,5 millones de años.

## Administración
El condado de Lantian se divide en 19 pueblos que se administran en 1 subdistrito y 18 poblados.